# ウォーターダンス
『ウォーターダンス』（原題：The Waterdance）は、1992年制作のアメリカ合衆国のドラマ映画。事故によって下半身不髄になり、車椅子生活を送る男たちの友情を描く。

## あらすじ
小説家のジョエルはある日、山でハイキング中に崖から落ちて首を骨折して下半身不髄となり、一生車椅子生活を送ることとなった。
リハビリ病棟に移された彼は、同じく車椅子生活を送るおしゃべりな黒人のレイモンドや、元暴走族のブロスと知り合う。ジョエルは彼らと不安定な心情をぶつけ合い、また人妻のアンナの献身的な看病を受け、次第に生きる希望を取り戻していく。

## キャスト
- ジョエル・ガルシア：エリック・ストルツ（吹替：小杉十郎太）
- レイモンド・ヒル：ウェズリー・スナイプス（吹替：真地勇志）
- ブロス：ウィリアム・フォーサイス（吹替：桜井敏治）
- アンナ：ヘレン・ハント（吹替：佐々木優子）
- ローザ：エリザベス・ペーニャ（吹替：冬馬由美）
- ウィリアム・アレン・ヤング
- エリザベス・デネヒー
- マイケル・ボーウェン
- グレイス・ザブリスキー

## 受賞
- 1992年度サンダンス映画祭
  - 最優秀脚本賞（ニール・ヒメネズ）
  - 観客賞

- 第8回インディペンデント・スピリット賞（1993年）
  - 新人作品賞（ニール・ヒメネズ）
  - 最優秀脚本賞（ニール・ヒメネズ）